# Pekka Lagerblom
Pekka Sakari Lagerblom (* 19. Oktober 1982 in Lahti) ist ein ehemaliger finnischer Fußballspieler.

## Karriere

### Vereine
Vom FC Lahti wechselte Lagerblom in der Winterpause der Saison 2003/04 in die Bundesliga zu Werder Bremen und absolvierte für die Bremer 13 Bundesligaspiele. In der Rückrunde der Saison 2004/05 spielte er für den 1. FC Nürnberg, an den er von den Bremern ausgeliehen war. Zur Saison 2006/07 unterschrieb Lagerblom einen Vertrag beim 1. FC Köln, ehe er zwei Jahre später von den Geißböcken zur Alemannia Aachen wechselte. 2009 ging Lagerblom zum Zweitligisten FSV Frankfurt. Hier kam er verletzungsbedingt nur auf 13 Einsätze. Sein Vertrag wurde nach der Saison 2009/10 nicht mehr verlängert. Am 6. Juli 2010 wechselte Lagerblom zur zweiten Mannschaft des VfB Stuttgart. Nachdem sein Vertrag nach einer Saison nicht verlängert worden war, wechselte Lagerblom 2011 zum Regionalligisten RB Leipzig, wo er einen Zweijahresvertrag mit Option auf zwei weitere Jahre unterschrieb. Nach Ende der Saison 2011/12 wurde er jedoch vom Verein freigestellt. Im Februar 2013 unterschrieb der bis dato vereinslose Lagerblom einen Vertrag beim finnischen Erstligisten IFK Mariehamn bis zum Saisonende 2013. In der Saison 2015 spielte er wieder für den FC Lahti, Anfang 2016 wechselte er in die USA zu Jacksonville Armada. Dann folgten im Jahreswechsel die Stationen Åtvidabergs FF in Schweden und bei Haka Valkeakoski. 2019 beendete er seine Karriere dann beim FC Lahti.

### Nationalmannschaft
Pekka Lagerblom absolvierte von 2003 bis 2006 insgesamt zwölf Länderspiele für die finnische A-Nationalmannschaft. Zuvor war er bereits für die finnische U-21- und U-19-Auswahl aktiv.

## Privates
Lagerblom war mit Anna-Maria Lewe, einer Schwester der Sängerin Sarah Connor, verheiratet.

## Erfolge
- Deutsche Meisterschaft 2004 mit Werder Bremen
- DFB-Pokalsieger 2004 mit Werder Bremen